# デイビッド・スター・ジョーダン
デイビッド・スター・ジョーダン,Ph.D.,LL.D.（David Starr Jordan, 1851年1月19日 - 1931年9月19日）は、アメリカの優生学者、魚類学者、教育者、平和活動家。

## 概要
ニューヨーク州のゲインズビルで生まれ、農場で育つ。
彼の両親はジョーダンを地方のガールズ・ハイ・スクールで教育を受けさせた。
1884年に34歳でインディアナ大学の学長（全米でもっとも若い学長）となり(任期:1884 - 1891)、スタンフォード大学の初代学長(任期:1891-1913)にスカウトされた。その後、1913年から1916年までは同スタンフォード大学の総長であった。
アメリカ反帝国主義連盟のメンバーでもある。
彼の最初の妻、スーザン(Susan Bowen)は、結婚して10年後に亡くなる。その後、彼はジェシー・ナイトと再婚し、4人の子供をもうける。

## 人物
- 1911年9月11日、スタンフォード大学総長の肩書で『東京朝日新聞』に「職業的たらしむる勿れ」を寄稿し、野球害毒論を主張している。

## 主な著作
- 『Manual of the Vertebrates of the Northern United States（北アメリカの脊椎動物）』1876年。
- 『Science sketches （科学スケッチ）』1887年。
- 『The Fishes of North and Middle America（北部および中部アメリカの魚類）』1896-1900年。
- 『Imperial Democracy（帝国民主主義）』1899年。
- 『American Food and Game Fishes（北アメリカの食用魚と巨大な魚）』1902年。
- 『The Blood of the Nation （国の血（英語版））』1902年。 （1910年改訂）
- 『The Voice of the Scholar（学者の声）』1903年。
- 『A Guide to the Study of Fishes （魚類学ガイド）』1905年。
- 『Life's Enthusiasms（生命の熱意）』1906年。
- 『War and Waste（戦争とその無益さ）』1913年。
- 『War's Aftermath（戦争のもたらす余波）』1914年。
- 『Ways to Lasting Peace（平和を持続させる方法）』1916年。
- 『Democracy and World Relations（民主主義と世界関係）』1918年。
- 『Days of a Man (人間の日々）- 自伝』1922年。

## 記念建造物
- アメリカ海洋大気庁調査船デイビッド・スター・ジョーダン
- デイビッド・スター・ジョーダン高校(カリフォルニア州ロサンゼルス)
- デイビッド・スター・ジョーダン高校(カリフォルニア州ロングビーチ)
- デイビッド・スター・ジョーダン中学校(カリフォルニア州バーバンク)
- ジョーダン中学校(カリフォルニア州パロアルト)
- ジョーダン川(インディアナ大学のキャンプを通る川)
- ジョーダン通り(ブルーミントン)
- ジョーダンホール(ブルーミントンにあるインディアナ大学生物学科のホーム)
- ジョーダンホール(スタンフォード大学の心理学科のホーム)

## エポニム
デイビッド・スター・ジョーダンにちなんでエポニムとなった魚の名前
- ブラインドケーブ・カラシン (Astyanax jordani)
- ジョルダンギンザメ Jordan's chimaera (Chimaera jordani)

ほか